# Wallace Arthur

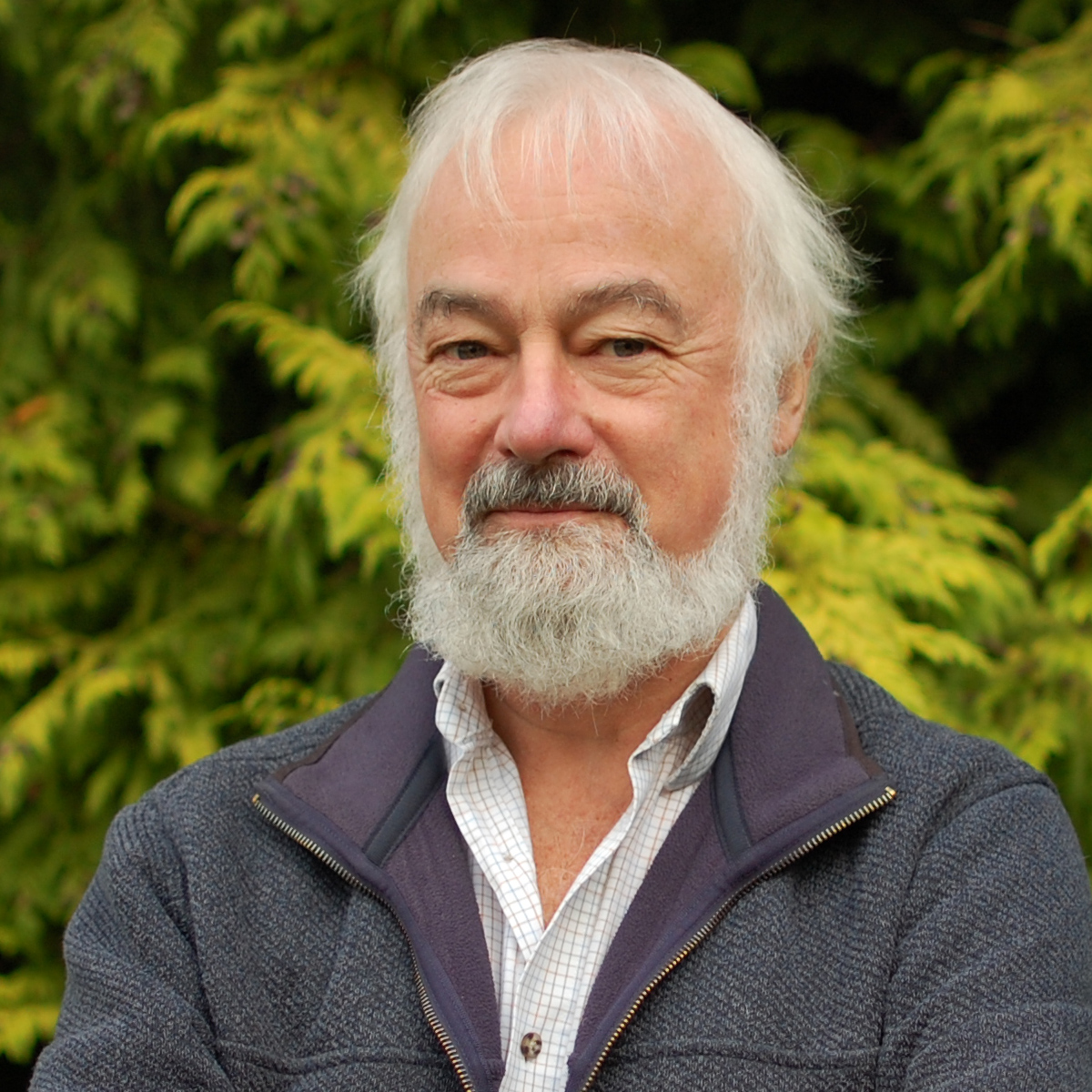
Wallace Arthur

Wallace Arthur (* 30. März 1952 in Belfast) ist ein auf evolutionäre Entwicklungsbiologie spezialisierter Zoologe. Er war Professor für Evolutionsbiologie an der englischen University of Sunderland, aber ist jetzt als Professor für Zoologie und Leiter des zoologischen Institutes der National University of Ireland, Galway tätig. Er ist einer der Herausgeber der Zeitschrift Evolution and Development und hat mehrere Bücher über evolutionäre Entwicklungsbiologie verfasst, darunter eines über den Ursprung des Aufbaus der Tierkörper.

## Schriften
- Mechanisms of Morphological Evolution: 1984, Wiley
- A Theory of the Evolution of Development: 1988, Wiley
- The Origin of Animal Body Plans: 1997, Cambridge University Press
- Biased Embryos and Evolution: 2004, Cambridge University Press
- Creatures of Accident: The Rise of the Animal Kingdom: 2006, Hill & Wang (Farrar, Straus & Giroux)

| Personendaten    | Personendaten                                                                   |
| ---------------- | ------------------------------------------------------------------------------- |
| NAME             | Arthur, Wallace                                                                 |
| KURZBESCHREIBUNG | britischer Zoologe, der auf evolutionäre Entwicklungsbiologie spezialisiert ist |
| GEBURTSDATUM     | 30. März 1952                                                                   |
| GEBURTSORT       | Belfast                                                                         |